# Каберта, Урсула
Урсу́ла Кабе́рта Ди́аз (англ. Ursula Caberta y Diaz; род. 22 марта 1950 года, Гамбург) — немецкий политик и государственный деятель.
Каберта является экспертом по саентологи В 1992—2010 годы — глава Рабочей группы по саентологии Министерства внутренних дел Гамбурга.
До 2013 года — сотрудник Министерства внутренних дел Гамбурга.

## Биография
Родилась 22 марта 1950 года в Гамбурге.
По образованию является экономистом.
В 1986—1992 годы — депутат парламента Гамбурга от СДПГ. Член трёх парламентских комитетов — по правовым вопросам, по здравоохранению и по равенству женщин. В 2001 году прекратила своё членство в СДПГ.
В 1992—2010 годы — глава Рабочей группы по саентологии Министерства внутренних дел Гамбурга. После роспуска группы из-за недостаточного финансирования продолжила работу по наблюдению за деятельностью саентологии в качестве сотрудника министерства внутренних дел Гамбурга.
В 1996—1998 годы — член Комиссии Бундестага по расследованию деятельности сект и психогрупп.
В 2001 году стала начальником Главного молодёжного управления по защите несовершеннолетних от новых и идеологических обществ и психогрупп.
В 2004 году вступила в партию «Труд и социальная справедливость — Избирательная альтернатива» (WASG). В 2005 году участвовала во всеобщих парламентских выборах в Бундестаг в качестве кандидата под № 2 в партийном списке, но не прошла. В 2007 году покинула WASG в знак несогласия с её объединением с Партией демократического социализма в партию «Левая».
31 января 2013 года заявила, что с 1 февраля больше не занимается официальной борьбой с саентологией из-за отсутствия государственной поддержки. Её служба правительству Гамбурга была отмечена 23 марта 2013 года в Городской администрации Гамбурга.

## Взгляды на саентологию
В 1995 году Каберта приняла активное участие в спорах по поводу саентологии в школах Бьерндрупа, неподалёку от германской границы.
В 1996 году Каберта заявила «The New York Times», что она видит сходство между фашизмом и Церковью саентологии. Последняя по её мнению «ставит своей целью завоевание мира».
В январе 2007 года Каберта заявила журналу «Spiegel», что она обеспокоена тем, что «Церковь саентологии» хочет влиять на политику в Германии и по всей Европе, а также , что «Церковь саентологии» своей циничной идеологией стремится подорвать демократию в Германии.
В августе 2007 года Каберта вместе с министром внутренних дел Гамбурга Удо Нагелем призвала запретить организацию саентологов, но это было отвергнуто федеральными политиками в Берлине. Вольфганг Босбах, депутат парламента от фракции консерваторов, возглавляемых канцлером Ангелой Меркель, заявил, что предложение объявить саентологию вне закона может потерпеть неудачу, поскольку маловероятно, что службе внутренней разведки Германии удастся собрать достаточно доказательств для того, чтобы в судебном порядке запретить секту.
В сентябре 2007 года Каберта назвала Тома Круза врагом немецкой конституции.
В 2007 году Каберта выпустила книгу «Чёрная книга саентологии» в которой были собраны свидетельства бывших саентологов. Выход книги совпал с инцидентом — 14-летняя девочка и её младший брат убежали из Берлина в Гамбург от родителей, которые решили отправить своих детей в саентологический интернат в Дании.

## Труды
- mit Gunther Träger: Scientology greift an: Der Inside-Report über die unheimliche Macht des L. Ron Hubbard. 2. Aufl., Econ Verlag 1997. ISBN 978-3430182492
- Schwarzbuch Scientology. Gütersloher Verlagshaus 2007, ISBN 978-3-579-06974-6
- Kindheit bei Scientology: Verboten. Gütersloher Verlagshaus 2008, ISBN 978-3579069814
- Schwarzbuch Esoterik Gütersloher Verlagshaus 2010, ISBN 978-3-579-06743-8
- Schwarzbuch Feminismus Gütersloher Verlagshaus 2012, eISBN 978-3-641-08320-5
- Scientology: die ganze Wahrheit Gütersloher Verlagshaus 2014, ISBN 978-3-579-06630-1